# DNCE (album)
DNCE è il primo album in studio del gruppo musicale statunitense eponimo, pubblicato il 18 novembre 2016 dalla Republic Records.

## Tracce
1. DNCE – 3:50 (Joe Jonas, Ilya Salmanzadeh, Rickard Göransson, James Alan Ghaleb, Justin Tranter)
2. Body Moves – 3:56 (Jonas, Rami Yacoub, Albin Nedler, Kristoffer Fogelmark)
3. Cake by the Ocean – 3:39 (Jonas, Mattias Larsson, Robin Fredriksson, Tranter)
4. Doctor You – 3:12 (Jonas, Oscar Görres, Oscar Holter, Ghaleb)
5. Toothbrush – 3:51 (Jonas, Salmanzadeh, Ghaleb, Görranson)
6. Blown (featuring Kent Jones) – 3:17 (Jonas, Daryl Kent Jones, Görres, Holter, Tranter, Edwin Paul Shelton II)
7. Good Day – 3:38 (Jonas, Fredriksson, Larsson, Tranter)
8. Almost – 2:55 (Jonas, Cole Whittle, Nolan Lambroza, Neal Persiani, Dewain Whitmore, Simon Wilcox)
9. Naked – 3:56 (Jonas, Larsson, Fredriksson, Tranter)
10. Truthfully – 3:02 (Jonas, Yacoub, Nedler, Fogelmark)
11. Be Mean – 3:31 (Jonas, Görres, Holter, Ghaleb)
12. Zoom – 3:41 (Jonas, Salmanzadeh, Tranter, Göransson)
13. Pay My Rent – 3:13 (Jonas, Salmanzadeh, Ghaleb, Göransson)
14. Unsweet – 3:20 (Jonas, Whittle, Lambroza, Persiani, Whitmore, Wilcox, Aaron Zuckerman)